# Устье (Тужинский район)
У́стье — деревня в Тужинском районе Кировской области. Входит в состав Пачинского сельского поселения.

## География
Деревня находится на расстоянии 17 км к юго-востоку от посёлка городского типа Тужа, административного центра района.

### Часовой пояс
Деревня Устье, как и вся Кировская область, находится в часовой зоне МСК (московское время). Смещение применяемого времени относительно UTC составляет +3:00.

## История
Основана в 1786 году при речке Устьянка. Было учтено 33 двора, проживало 332 жителя. В деревне была мельница. В 1926 году образован Устьянский сельсовет. В деревне насчитывалось 468 человек (91 хозяйство). В 1928 году в деревне начала работать начальная школа.

## Население
| 2010 |
| ---- |
| 53   |